# Catherine Widgery
Catherine Widgery née en 1953 à Pittsburgh est une artiste américaine. Widgery est connue à la fois pour son travail de sculpture en studio que pour sa sculpture publique .

## Biographie
Elle possède un baccalauréat de l'Université de Yale en 1975.
Widgery a vécu dans différentes régions des États-Unis, du Canada, de Londres et de Rome . Elle a vécu à Toronto de 1975 à 1999, date à laquelle elle déménage à Truro, Massachusetts.

## Art public
Widgery a réalisé plus de 40 installations d'art public aux États-Unis et au Canada.
Les projets d'art public de Widgery comprennent:
- Lumière tissée, Denver, Colorado[4],[5]
- Halo, Collège Bourget de Rigaud, Québec[6]
- Jeu d'ombre, station de Mill Avenue / Third Street, métro léger sur rail de vallée, Tempe, Arizona[7]
- Feuilles de vent, El Paso, Texas[8],[9]
- Les gens de la ville, Royal Bank Plaza, Toronto, Canada[10]

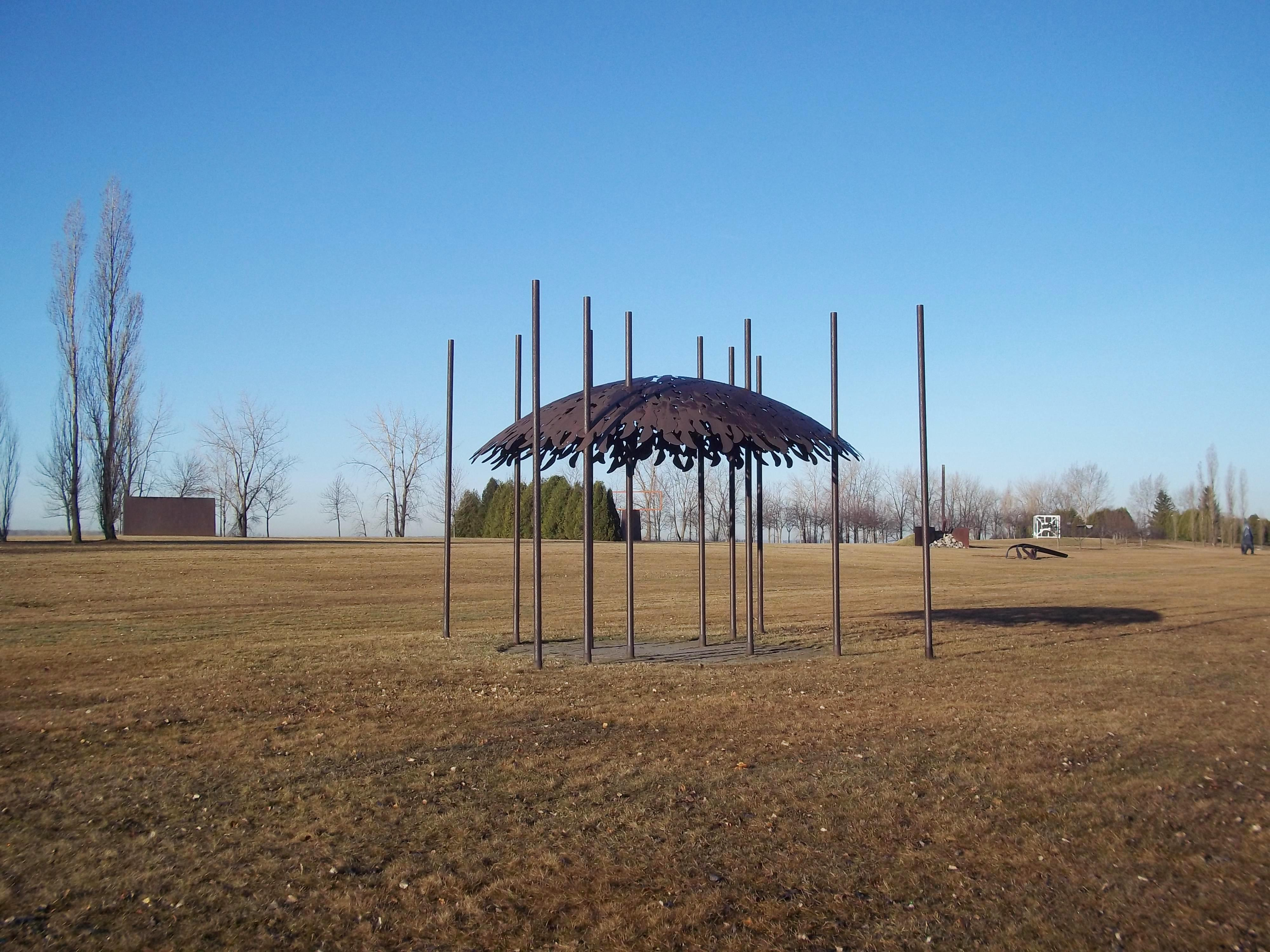
The Passing Song

- The Passing SongCercles de ciel, station BART de Warm Springs, Fremont, Californie[11]
- Arche de rivière, pont de Norwood, Winnipeg, Manitoba[12],[13]
- Sentier des rêves, Sentier des fantômes, Santa Fe, Nouveau-Mexique[14]
- La façade du Centre Rideau, Ottawa[15]
- Quatre œuvres d'art installées à Montréal, Québec, dans le cadre du programme d'art public de la Ville de Montréal[16]:
  - Icare[17]
  - La chanson qui passe[18]
  - Le Vent se lève[19]
  - Wind Boat[20]
- Lightscape (avec cj fleury), gare Blair O-Train, Ottawa[21]
- Crystal Light, North Temple Bridge / Station Guadalupe et North Temple Station à Salt Lake City[22]
- Traverser la terre, Denver, Colorado[23]

## Musées et collections publiques
Son travail fait partie des collections du Musée d'art contemporain de Montréal et du Musée national des beaux-arts du Québec.